# یاکوولف یاک-۱۶
یاکوولف یاک-۱۶ (به روسی: Яковлев Як-16) یک هواگرد ترابری نظامی سبک شوروی بود که برای اولین بار در سال ۱۹۴۷ پرواز کرد. نمونه‌های اولیه این هواپیما در دو نسخه مسافربری و نظامی ساخته شدند، اما هیچ‌کدام به تولید نرسیدند، زیرا آنتونوف ای‌ان-۲ عملکرد بهتری نسبت به یاک-۱۶ داشت.